# 야흐야 알셰흐리
야흐야 술라이만 알리 알셰흐리(1990년 6월 26일 ~ , 아랍어: يحيى سليمان علي الشهري)는 사우디아라비아의 축구 선수이다.
그는 알이티파크의 청소년 팀에서 승진했으며 2009–10 사우디 프로페셔널 리그의 첫 번째 팀에 출연했다. 2013년에는 알나스르로 이적했다. 2018년에는 CD 레가네스에 임대되어 오사마 하우사위 이후 해외에서 뛰는 9명의 사우디 선수 중 한 명이되었다.

## 클럽 경력
2013년 6월 1일, 사우디 축구 역사상 가장 큰 거래에서 알셰흐리는 4,800 만 사우디 리얄에 대한 대가로 알나스르에 합류하는 계약을 공식적으로 체결했다.

## 국가대표 경력
알셰흐리는 사우디 국가 대표 U-17, U-18, U-19, U-20 및 U-21 팀에 출전했으며 결국 1 군에 진출했다. 알셰흐리는 2009년 10월 14일 튀니지와의 친선 경기에서 첫 사우디아라비아 팀과 함께 첫 모습을 보였다. 2018년 5월에 그는 러시아에서 열린 2018년 월드컵의 사우디 아라비아 예선 팀에 이름을 올렸다.